# Fosfoserinska fosfataza
Fosfoserinska fosfataza (EC 3.1.3.3) je enzim sa sistematskim imenom O-fosfoserin fosfohidrolaza. Ovaj enzim katalizuje sledeću hemijsku reakciju
O-fosfo-L(ili D)-serin + 2O {\displaystyle \rightleftharpoons } L(ili D)-serin + fosfat

## Spoljašnje veze
- Phosphoserine+phosphatase на 